# Phasia pallipes
Phasia pallipes là một loài ruồi trong họ Tachinidae.